# 步術我值
步術我値又稱寶術我値，是21世紀早期的韓國网上諷刺酷语。是少數韓國小女和女郎的奢侈，虚骄恃气及男性贬低和攻擊的趋向，后在急增从10代到50代韩国女性在已婚，未婚无关嗰增加和社會的葛藤及問題化。步術我値是步之又寶池和秉術我値的合成語。 2006年匿名韓國网客的創設。 
步術我値是自的女性性的惡用和男性贬低，女性又反男性主意的韓國女性，女性優越主義者的反感原因的诞生諷刺酷语。步術我値是2006年韓國匿名的网上网客的最初創造及最初創造者的不祥。步術我値是朝鮮語步之与寶池和秉術我値的合成語。 步之与寶池是女性性器的朝鮮語的表現，秉術我値是韓國傳通的官遼之稱民衆的諷刺語。
步術我値是女性性的惡用韓國女郎的怨愤一部网客的共鸣和通用。

## 外部連結
- 步術我値保证 : 韓國反步術我値 网站
- 反步術我値 咖啡馆 （页面存档备份，存于）
- <나꼼수> '실패한 농담'이 남긴 뒷맛 （页面存档备份，存于） 프레시안 
- '압구정 가슴녀'와 '분당선 대변녀', 공통점은… （页面存档备份，存于） 프레시안 
- 新결혼관에 남성들 쓴웃음 짓는 이유 （页面存档备份，存于） Ilyosisanews 2010-06-22 
- [최다댓글뉴스] 적령기女 미혼율 60%[永久] mediapen 
- （页面存档备份，存于） ‘보트릭스’ 속 ‘보슬아치’ 잡는 ‘초식남’을 아시나요? 新결혼관에 남성들 쓴웃음 짓는 이유 디시뉴스 2010-06-25 
- 屄[永久]
- （页面存档备份，存于） 보슬아치와 된장녀 